# Ћао, инспекторе
Ћао, инспекторе је југословенски хумористички криминалистички филм из 1985. године. Режирао га је Зоран Чалић, а сценарио су писали Чалић и Јован Марковић.

## Радња
У малом провинцијском граду двојица чувара реда Боки и Пајко се досађују. Узбуђење настаје са појавом опасне банде, која има намеру да дигне у ваздух хотел препун туриста. Главни јунаци добијају за задатак да спрече диверзију и ликвидирају банду, што је за њих прави изазов.

## Улоге
| Глумац                  | Улога                                |
| ----------------------- | ------------------------------------ |
| Бата Живојиновић        | Божидар Ковачевић Боки / Петер Келер |
| Боро Стјепановић        | Пајко                                |
| Никола Симић            | Мики                                 |
| Миодраг Андрић          | Мрки                                 |
| Даница Максимовић       | Немица                               |
| Ташко Начић             | Татица, шеф банде                    |
| Мира Фурлан             | Ружа                                 |
| Аљоша Вучковић          | командир                             |
| Михајло Бата Паскаљевић | Инспектор Интерпола Жирес            |
| Нада Блам               | Нада                                 |
| Љиљана Јанковић         | Тетка Лепа                           |
| Драган Лаковић          | Инспектор                            |
| Јелена Жигон            | Начелникова жена                     |
| Милош Жутић             | Начелник                             |
| Риалда Кадрић           | Цеца                                 |
| Љубомир Ћипранић        | Тракториста                          |
| Предраг Милинковић      | Рецепционер                          |
| Сузана Манчић           | Стоперка                             |
| Александар Тодоровић    | Младић                               |
| Миња Војводић           | Човек са бициклом                    |
| Ванеса Ојданић          |                                      |
| Драгослав Јанковић      |                                      |
| Мирослава Николић       |                                      |